# Seirocastnia meridiana
Seirocastnia meridiana är en fjärilsart som beskrevs av William Schaus 1896. Seirocastnia meridiana ingår i släktet Seirocastnia och familjen nattflyn. Inga underarter finns listade.